# Ebermannsdorf
Ebermannsdorf ist eine Gemeinde im Oberpfälzer Landkreis Amberg-Sulzbach in der Region Oberpfalz-Nord und zählt zur Metropolregion Nürnberg.

## Geographie

### Geographische Lage
Der Hauptort liegt acht Kilometer südöstlich von Amberg am Schnittpunkt der Bundesstraße 85 und der Bundesautobahn 6. Die nächstgelegenen Großstädte sind Nürnberg (60 km) und Regensburg (50 km).

### Gemeindegliederung
Es gibt zwölf Gemeindeteile (in Klammern jeweils der Siedlungstyp):
- Arling (Weiler)
- Au (Weiler)
- Breitenbrunn (Weiler)
- Diebis (Dorf)
- Ebermannsdorf (Pfarrdorf)
- Frauenlohe (Einöde)
- Gleicheröd (Einöde)
- Herflucht (Einöde)
- Ipflheim (Weiler)
- Niederarling (Einöde)
- Pittersberg (Pfarrdorf)
- Schafhof (Weiler)

Es gibt die Gemarkungen Au, Breitenbrunn, Diebis, Ebermannsdorf und Pittersberg.
Größere Gemeindeteile neben Ebermannsdorf sind die 1971 eingemeindeten Orte Pittersberg (an der Bundesstraße 85 zwischen Amberg und Schwandorf gelegen) und Diebis.

## Geschichte

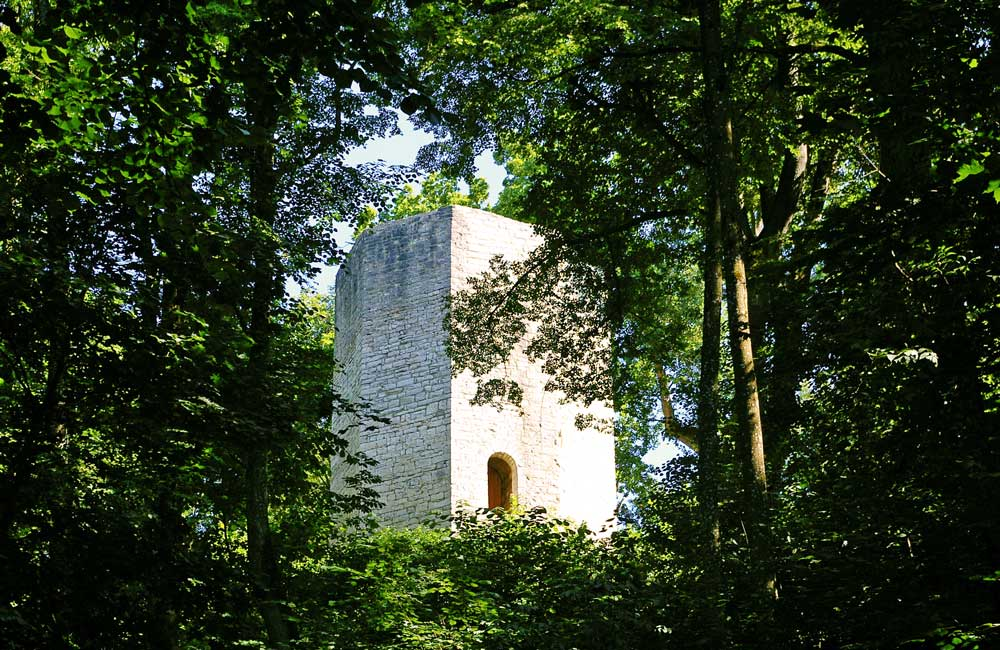
Burgruine Ebermannsdorf

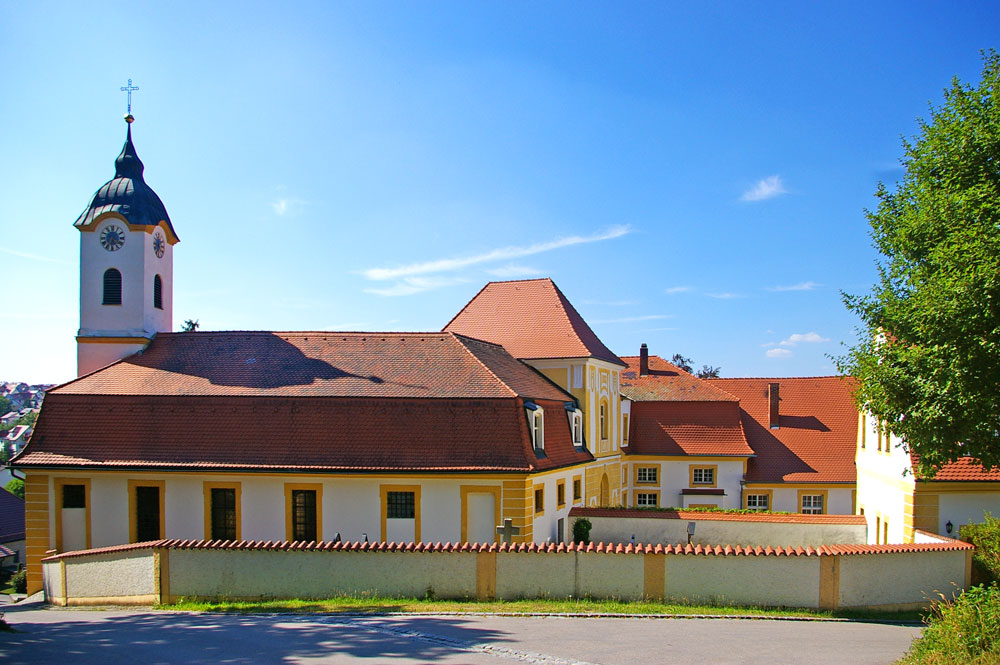
Schloss Ebermannsdorf

Die heutige Gemeinde Ebermannsdorf war einst der Stammsitz des Edelgeschlechtes der Ebermannsdorfer, die erstmals im Jahr 1079 erwähnt wurden. Von ihrer Burg Eberburg ist noch der achteckige Wohnturm erhalten.
Im Jahre 1123 erschien ein Razo von Ebermannsdorf und 1129 ein Wirnt von Ebermannsdorf in Urkunden des Klosters Ensdorf. 1309 dürfte das Geschlecht mit Albert von Ebermannsdorf ausgestorben sein. Im Jahre 1364 wurde ein Dietrich Tanlacher und 1464 sowie 1476 ein Jacob Kemnater genannt.
Das Geschlecht der Fuchssteiner trat um 1480 das Erbe der Kemnather in Ebermannsdorf an. Johann Fuchssteiner, Kanzler des Pfalzgrafen Friedrich, wurde wegen einer unlauteren Vermittlung und der Begünstigung einer Verschwörung in Amberg inhaftiert. Der ehemalige Torturm des Pfalzgrafenschlosses (heutiges Landratsamt des Landkreises Amberg-Sulzbach), in dem der Kanzler zwei Jahre festgehalten wurde, trägt noch den Namen Fuchssteiner.
Schon 1480 wurde unterhalb der alten Burg ein zweiter Herrensitz erwähnt, den im 17. und zu Beginn des 18. Jahrhunderts die von Löfen (Loefen) innehatten. Es folgte Johann Joseph Freiherr von Dürr (Dyrr), der unter Verwendung des alten Mauerbestandes wohl das jetzige Schloss errichtete. Es ist Wahrzeichen und Mittelpunkt von Ebermannsdorf. Seit 1963 befindet es sich im Besitz eines Zweiges der Adelsfamilie von Eyb.
Der Ort Pittersberg soll zwischen 1200 und 1300 entstanden sein. Der ursprüngliche Name war vermutlich „Pütasberg“ (pütens, Quelle), also Quellenberg. Wahrzeichen des Ortes ist die Pfarrkirche, die im Jahre 1458 erbaut wurde. Nach Plünderung und Bränden war der Ort nahezu 70 Jahre unbewohnt. Erst 1706 wurden die Pfarrei und auch das Gotteshaus im Barockstil wieder errichtet.
Nach Funden in der näheren und weiteren Umgebung von Diebis muss die Gegend schon sehr früh von Menschen bevölkert worden sein, was Funde aus der jüngeren Steinzeit dokumentieren. Durch den Ort soll früher eine Straße aus dem Vilstal nach Böhmen geführt haben.

### Eingemeindungen
Im Zuge der Gebietsreform in Bayern wurden am 1. April 1971 die Gemeinden Pittersberg und Diebis eingegliedert.
Mit der Auflösung des gemeindefreien Gebiets Freihölser Forstes zum 1. März 2005 kam ein Teil zum Gemeindegebiet hinzu.

### Einwohnerentwicklung
1933 hatte Ebermannsdorf 145 Einwohner, 1939 146 Einwohner. Nach der Gemeindegebietsreform wurden auf dem Gebiet der Gemeinde 1970 1129 gezählt, 1987 waren es 1990 und im Jahr 2000 2474 sowie Ende 2014 2439 Einwohner.

### Religion
Der Ort Ebermannsdorf gehört katholischerseits zur Pfarrei Theuern-Ebermannsdorf. Die evangelischen Christen gehören zur evangelischen Pfarrgemeinde Rieden.
In Ebermannsdorf gibt es zwei Friedhöfe, die alte Schlosskirche (benannt nach Johannes dem Täufer), die katholische Pfarrkirche Bruder Konrad (1981 erbaut) sowie ein evangelisches Gemeindehaus.
Der Ort Pittersberg mit den Gemeindeteilen Diebis, Ipflheim, Frauenlohe, Breitenbrunn und Au gehört zur Pfarrgemeinde Pittersberg, zu der auch angrenzende Teile des Landkreises Schwandorf gehören. In Pittersberg befinden sich eine Pfarrkirche und ein Friedhof.

## Politik
- CSU: 6
- CSL: 3
- FW: 3
- SPD: 2

### Gemeinderat
Der Gemeinderat hat 14 Sitze. Bei der Kommunalwahl vom 15. März 2020 haben von den 2000 stimmberechtigten Einwohnern in der Gemeinde Ebermannsdorf 1422 von ihrem Wahlrecht Gebrauch gemacht, womit die Wahlbeteiligung bei 71,10 % lag.

### Bürgermeister
Erster Bürgermeister ist Erich Meidinger (CSU). Er wurde bei der Kommunalwahl vom 15. März 2020 mit 51,57 % der Stimmen gewählt.

### Wappen
| Wappen von Ebermannsdorf | Blasonierung: „Geteilt; oben gespalten von Silber und Blau, vorne ein wachsender, rot und silbern gekleideter hl. Nikolaus, der in der Rechten einen goldenen Bischofsstab und in der Linken ein schwarzes Buch mit drei goldenen Kugeln hält, hinten drei senkrechte, schwebende silberne Rauten, unten in Gold ein silbern bewehrter schwarzer Eber.“ |
| Wappen von Ebermannsdorf | Wappenbegründung: Der abgebildete heilige Nikolaus deutet auf den Patron der Pfarrkirche St. Nikolaus im Ortsteil Pittersberg hin. Die drei Rauten stammen aus dem Familienwappen der Freiherren von Loefen und erinnern beispielhaft an die unterschiedlichen Adelsfamilien, die im Lauf der Zeit Eigentümer der Hofmark Ebermannsdorf waren. Zugleich deuten die Rauten auf die Territorialherrschaft der Wittelsbacher hin. Der Eber im unteren Wappenteil deutet als „redendes“ Symbol auf den Gemeindenamen hin. Dieses Wappen wird seit 1992 geführt. Es wurde 2013 optimiert. |

## Wirtschaft und Infrastruktur

### Wirtschaft einschließlich Land- und Forstwirtschaft
- 2017 gab es in der Gemeinde 891 sozialversicherungspflichtige Arbeitsplätze. Von der Wohnbevölkerung standen 1035 Personen in einem versicherungspflichtigen Beschäftigungsverhältnis. Damit war die Zahl der Auspendler um 146 Personen größer als die der Einpendler. 32 Einwohner waren arbeitslos.
- 2016 gab es 26 landwirtschaftliche Betriebe. Von der Gemeindefläche waren 855 Hektar landwirtschaftlich genutzt.
- Im Gemeindeteil Schafhof wurde ein Gewerbe- und Industriegebiet mit etwa 400.000 m² ausgewiesen. In den vergangenen Jahren entstanden hier über 600 neue Arbeitsplätze. Nicht nur Computer-, Netzwerk- und High-Tech-Firmen haben sich angesiedelt, auch die Grammer AG ist mit einem Standort hier vertreten, zudem Nowy Styl. Darüber hinaus sind ein Werk für Kalksandstein und ein Verteilerzentrum der Post am Standort.

### Verkehr
- Ebermannsdorf liegt direkt an der europäischen Ost-West-Magistrale Paris-Saarbrücken-Nürnberg-Prag-Moskau, an der Bundesautobahn 6 (Anschlussstelle 66, Amberg-Süd; Anschlussstelle 67, Amberg-Ost).
- Die nächste Anschlussstelle der Bundesautobahn 93 (Hof-Regensburg) liegt 15 km südöstlich (Anschlussstelle 32, Schwandorf-Nord).
- Durch Ebermannsdorf führt die Kreisstraße AS 23[11]
- Vom Bahnhof Amberg verkehren mindestens stündlich Pendolino- und RegioSwinger-Züge nach Nürnberg bzw. nach Regensburg.
- Es besteht eine Busanbindung nach Amberg sowie eine Buslinie von Pittersberg nach Schwandorf.
- Der Flughafen Nürnberg liegt 60 km nordwestlich.

### Bildung
- Kindergarten Sonnenschein: Im Hauptort befindet sich ein dreigruppiger Kindergarten inklusive zweigruppiger Kinderkrippe mit insgesamt 99 Plätzen (Stand 1. März 2018).
- Volksschule: Grundschule (Klassen 1–4) mit 89 Schülern im Jahr 2018/19.[12] Die Mittelschüler ab der 5. Klasse besuchen die Schule in Kümmersbruck.
- In Ebermannsdorf befindet sich auch eine Gemeindebücherei. Neben deutsch- und englischsprachigen Büchern stehen den Bürgern Zeitschriften, DVDs, Hörbücher, Brett- und Computer- sowie Wii-spiele zum Ausleihen bereit.

## Kultur und Veranstaltungen

### Sehenswertes
- Burgruine Eberburg mit dem achteckigen Wohnturm
- Schloss Ebermannsdorf (18. Jahrhundert)
- Katholische Filialkirche Hl. Johannes der Täufer (Schlosskirche)
- Themenführung: Die Geologie der Oberkreide am Beispiel einer Sandgrube, Sandgewinnung, Sandaufbereitung.
- Skate- und Jugendpark
- Weg der Generationen (Rundweg mit Aktivelementen)

### Regelmäßige Veranstaltungen
In Ebermannsdorf gibt es knapp 40 Vereine, Clubs und Sportgruppen, die das Leben im Ort gestalten und mit Veranstaltungen bereichern.
Als Beispiele für jedes Jahr stattfindende Feierlichkeiten seien Theateraufführungen der Ebermannsdorfer Theatergruppe, das Bockbierfest der Hobbypusterer und der Freiwilligen Feuerwehr, die große Kirwa der Kirwagemeinschaft, das Stodlfest der Freiwilligen Feuerwehr sowie verschiedene Weihnachts- und Faschingsveranstaltungen genannt.
Ein großer Bestandteil des gesellschaftlichen Lebens ist jedes Jahr die Burgweyhnacht an der alten Kirche und dem Gutshof. Diese wird von den Vereinen Junge Union/CSU, Historischer Verein und den Burgschützen veranstaltet.